# Postoptica platypezoidea
Postoptica platypezoidea är en tvåvingeart som beskrevs av Ronald Henry Lambert Disney 1987. Postoptica platypezoidea ingår i släktet Postoptica och familjen puckelflugor. Inga underarter finns listade i Catalogue of Life.